# 三浦典子
三浦 典子（みうら のりこ、1946年 - ）は、日本の社会学者。山口大学名誉教授。
専門は都市社会学、東アジア社会論。

## 略歴
山口県防府市生まれ。本姓・小谷。
九州大学大学院文学研究科博士課程単位取得退学、1992年「流動型社会の研究」で博士（文学）。
山口大学助教授を経て、教授、2011年定年退任、名誉教授となる。

## 著書
- 『流動型社会の研究』（恒星社厚生閣） 1991
- 『企業の社会貢献とコミュニティ』（ミネルヴァ書房、都市社会学研究叢書） 2004
- 『企業の社会貢献と現代アートのまちづくり』（溪水社） 2010

### 共編
- 『生活構造』（森岡清志, 佐々木衛共編、東京大学出版会、リーディングス日本の社会学5） 1986
- 『地域社会学の現在』（木下謙治, 篠原隆弘共編、ミネルヴァ書房、シリーズ「社会学の現在」） 2002
- 『台湾の都市高齢化と社会意識』（編著、溪水社、山口大学東アジア研究シリーズ） 2010
- 『日本と台湾におけるボランタリズムとボランティア活動』（林寛子共編著、溪水社、山口大学東アジア研究シリーズ） 2016
- 『地域再生の社会学』（横田尚俊, 速水聖子共編著、学文社） 2017